# Michael Massimino
Michael James Massimino (* 19. srpna 1962, New York, USA) je americký astronaut italského původu. V letech 2002 a 2009 se zúčastnil servisních misí k Hubbleovu vesmírnému dalekohledu jako letový specialista. Ve vesmíru strávil více než 23 dní.

## Život

### Vzdělání a výcvik
Po absolvování střední školy (H. Frank Carey High School, Franklin Square, New York) získal v roce 1984 bakalářský titul na Kolumbijské univerzitě (Columbia University). Ve studiu pokračoval na Massachusettském technologickém institutu, kde v roce 1990 obdržel titul inženýra v oboru strojírenství a v roce 1992 zde obhájil svou doktorskou práci.
V letech 1984–1986 pracoval pro firmu IBM jako systémový inženýr. Začal se zabývat řízením robotických systémů, od roku 1987 začal spolupracovat na projektech NASA.
Po dokončení studií v roce 1992 začal pracovat v McDonnell Douglas v Houstonu v Texasu jako výzkumný inženýr, pracoval na vývoji ovládání manipulačního ramene raketoplánu RMS. Od roku 1995 vyučoval systémové inženýrství na Georgia Institute of Technology. V současné době vyučuje na Rice University a na univerzitě v Georgii.
V květnu 1996 byl vybrán jako kandidát na astronauta, absolvoval dvouletý základní výcvik a získal kvalifikaci letový specialista.

### Astronaut

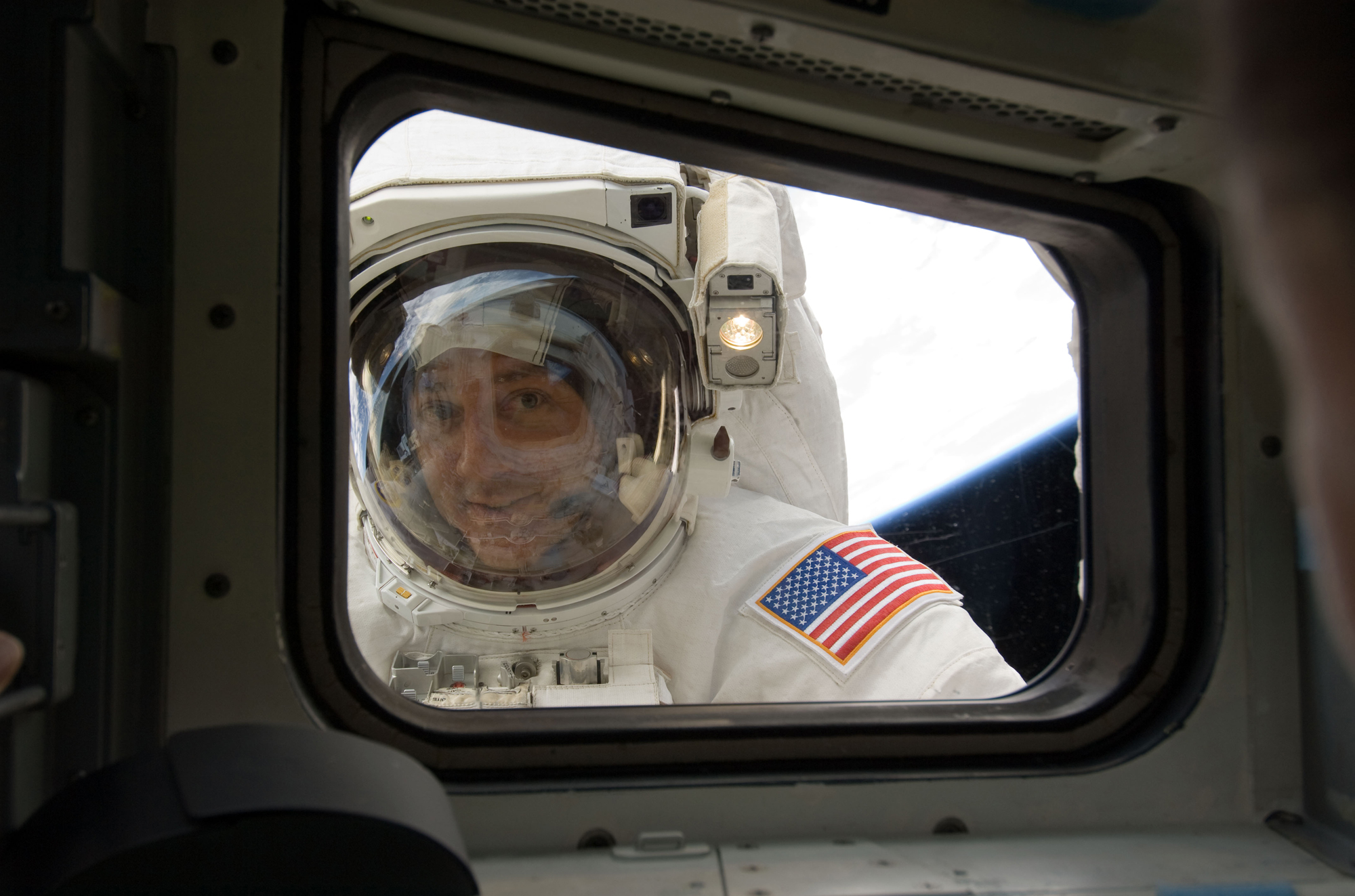
Michael Massimino při čtvrtém výstupu mise STS-125

Poprvé se na oběžnou dráhu Země dostal v roce 2002, kdy se zúčastnil servisní mise STS-109 k Hubbleovu vesmírnému dalekohledu (HST). Start raketoplánu Columbia proběhl 1. března 2002. Po zachycení teleskopu proběhly čtyři výstupy do vesmíru, při kterých proběhly opravy a výměny dílů dalekohledu. Michael Massimino se zúčastnil dvou výstupů v celkové délce 14 hodin a 46 minut. Raketoplán přistál na Kennedyho vesmírném středisku (KSC) 12. března 2002.
Své zkušenosti z předchozí mise využil i při další servisní výpravě k HST, která se uskutečnila v roce 2009. Raketoplán Atlantis odstartoval k misi STS-125 z mysu Canaveral 11. května 2009. Teleskop se pohybuje na oběžné dráze ve výšce 560 km, když se raketoplán k němu přiblížil, byl HST vtažen do nákladového prostoru Atlantis. Během pěti výstupů do vesmíru, z nichž se Massimino zúčastnil dvou (celkem 15 hodin a 58 minut), byly u Hubbleova teleskopu vyměněny všechny gyroskopy, opravena tepelná izolace a rozšířena funkčnost pro pozorování vesmíru. Let trval 12 dní a 21 hodin a raketoplán přistál v KSC 24. května 2009.
Michael Massimino působí v řídícím středisku letů jako komunikační důstojník (CAPCOM), komunikuje s kosmonauty na oběžné dráze.

## Massimino v kultuře
Massimino hrál v několika epizodách seriálu Teorie velkého třesku (15. epizoda 5. série Následky hypotetické katastrofy a 24. epizoda Reflexe odpočtu) sám sebe. Společně s postavou Howarda Wolowitze a Dmitrije, ruského kosmonauta, tvoří posádku ISS.